# Tour des Alpes-Maritimes et du Var 2020
Tour des Alpes-Maritimes et du Var 2020 – 52. edycja wyścigu kolarskiego Tour des Alpes-Maritimes et du Var, która odbyła się w dniach od 21 do 23 lutego 2020 na liczącej ponad 480 kilometrów trasie na terenie departamentów Alpy Nadmorskie oraz Var, składającej się z 3 etapów i biegnącej z miejscowości Le Cannet do miejscowości Tulon. Impreza kategorii 2.1 była częścią UCI Europe Tour 2020.
Edycja z 2020 była pierwszą, w której wyścig przyjął nazwę Tour des Alpes-Maritimes et du Var, wcześniej przez większość swej historii znany był pod nazwą Tour du Haut-Var

## Etapy
| Etap | Data   | Start – Meta                | type        | Dystans (km) | Zwycięzca etapu | Lider          |
| ---- | ------ | --------------------------- | ----------- | ------------ | --------------- | -------------- |
| 1    | 21 lut | Le Cannet – Grasse          | pagórkowaty | 186,8        | Anthony Perez   | Anthony Perez  |
| 2    | 22 lut | Pégomas – Col d'Èze         | górzysty    | 175,7        | Nairo Quintana  | Nairo Quintana |
| 3    | 23 lut | La Londe-les-Maures – Tulon | pagórkowaty | 136          | Julien Bernard  | Nairo Quintana |

## Drużyny
| WorldTeams (8)- AG2R La Mondiale - CCC Team - Cofidis - EF Pro Cycling - Groupama-FDJ - NTT Pro Cycling - Team Sunweb - Trek-Segafredo ProTeams (7)- Arkéa-Samsic - Bingoal-Wallonie Bruxelles - B&B Hotels-Vital Concept p/b KTM - Nippo Delko One Provence - Rally Cycling - Riwal Readynez - Total Direct Énergie Continental teams (3)- Saint Michel-Auber 93 - Swiss Racing Academy - Natura4Ever-Roubaix Lille Métropole |
| |

## Wyniki etapów

### Etap 1
| Le Cannet - Grasse | pagórkowaty | (186,8 km) |

| \| Klasyfikacja etapu \| Klasyfikacja etapu \| Klasyfikacja etapu \| Klasyfikacja etapu \| Klasyfikacja etapu \| \| Kolarz \| Kolarz \| Państwo \| Drużyna \| Czas \| \| ------------------ \| ------------------ \| ------------------ \| ------------------------ \| ------------------ \| \| 1. \| Anthony Perez \| Francja \| Cofidis \| 4h 54' 03" \| \| 2. \| Anthony Turgis \| Francja \| Total Direct Énergie \| + 2" \| \| 3. \| Michael Storer \| Australia \| Team Sunweb \| + 4" \| \| 4. \| Thibaut Pinot \| Francja \| Groupama-FDJ \| + 6" \| \| 5. \| Attila Valter \| Węgry \| CCC Team \| + 6" \| \| 6. \| Simon Clarke \| Australia \| EF Pro Cycling \| + 6" \| \| 7. \| Benoît Cosnefroy \| Francja \| AG2R La Mondiale \| + 6" \| \| 8. \| Julien El Fares \| Francja \| Nippo-Delko One Provence \| + 6" \| \| 9. \| Lilian Calmejane \| Francja \| Total Direct Énergie \| + 6" \| \| 10. \| Romain Bardet \| Francja \| AG2R La Mondiale \| + 6" \| |                  |           |                          |            |
| |                  |           |                          |            |
| Źródło: ProCyclingStats |                  |           |                          |            |
| Klasyfikacja etapu |                  |           |                          |            |
| Kolarz | Kolarz           | Państwo   | Drużyna                  | Czas       |
| 1. | Anthony Perez    | Francja   | Cofidis                  | 4h 54' 03" |
| 2. | Anthony Turgis   | Francja   | Total Direct Énergie     | + 2"       |
| 3. | Michael Storer   | Australia | Team Sunweb              | + 4"       |
| 4. | Thibaut Pinot    | Francja   | Groupama-FDJ             | + 6"       |
| 5. | Attila Valter    | Węgry     | CCC Team                 | + 6"       |
| 6. | Simon Clarke     | Australia | EF Pro Cycling           | + 6"       |
| 7. | Benoît Cosnefroy | Francja   | AG2R La Mondiale         | + 6"       |
| 8. | Julien El Fares  | Francja   | Nippo-Delko One Provence | + 6"       |
| 9. | Lilian Calmejane | Francja   | Total Direct Énergie     | + 6"       |
| 10. | Romain Bardet    | Francja   | AG2R La Mondiale         | + 6"       |

| \| Klasyfikacja generalna \| Klasyfikacja generalna \| Klasyfikacja generalna \| Klasyfikacja generalna \| Klasyfikacja generalna \| \| Kolarz \| Kolarz \| Państwo \| Drużyna \| Czas \| \| ---------------------- \| ---------------------- \| ---------------------- \| ------------------------ \| ---------------------- \| \| 1. \| Anthony Perez \| Francja \| Cofidis \| 4h 54' 03" \| \| 2. \| Anthony Turgis \| Francja \| Total Direct Énergie \| + 2" \| \| 3. \| Michael Storer \| Australia \| Team Sunweb \| + 4" \| \| 4. \| Thibaut Pinot \| Francja \| Groupama-FDJ \| + 6" \| \| 5. \| Attila Valter \| Węgry \| CCC Team \| + 6" \| \| 6. \| Simon Clarke \| Australia \| EF Pro Cycling \| + 6" \| \| 7. \| Benoît Cosnefroy \| Francja \| AG2R La Mondiale \| + 6" \| \| 8. \| Julien El Fares \| Francja \| Nippo-Delko One Provence \| + 6" \| \| 9. \| Lilian Calmejane \| Francja \| Total Direct Énergie \| + 6" \| \| 10. \| Romain Bardet \| Francja \| AG2R La Mondiale \| + 6" \| |                  |           |                          |            |
| |                  |           |                          |            |
| Źródło: ProCyclingStats |                  |           |                          |            |
| Klasyfikacja generalna |                  |           |                          |            |
| Kolarz | Kolarz           | Państwo   | Drużyna                  | Czas       |
| 1. | Anthony Perez    | Francja   | Cofidis                  | 4h 54' 03" |
| 2. | Anthony Turgis   | Francja   | Total Direct Énergie     | + 2"       |
| 3. | Michael Storer   | Australia | Team Sunweb              | + 4"       |
| 4. | Thibaut Pinot    | Francja   | Groupama-FDJ             | + 6"       |
| 5. | Attila Valter    | Węgry     | CCC Team                 | + 6"       |
| 6. | Simon Clarke     | Australia | EF Pro Cycling           | + 6"       |
| 7. | Benoît Cosnefroy | Francja   | AG2R La Mondiale         | + 6"       |
| 8. | Julien El Fares  | Francja   | Nippo-Delko One Provence | + 6"       |
| 9. | Lilian Calmejane | Francja   | Total Direct Énergie     | + 6"       |
| 10. | Romain Bardet    | Francja   | AG2R La Mondiale         | + 6"       |

### Etap 2
| Pégomas - Col d'Èze | górzysty | (175,7 km) |

| \| Klasyfikacja etapu \| Klasyfikacja etapu \| Klasyfikacja etapu \| Klasyfikacja etapu \| Klasyfikacja etapu \| \| Kolarz \| Kolarz \| Państwo \| Drużyna \| Czas \| \| ------------------ \| ------------------ \| ------------------ \| -------------------------- \| ------------------ \| \| 1. \| Nairo Quintana \| Kolumbia \| Arkéa-Samsic \| 4h 44' 17" \| \| 2. \| Simon Clarke \| Australia \| EF Pro Cycling \| + 40" \| \| 3. \| Lilian Calmejane \| Francja \| Total Direct Énergie \| + 40" \| \| 4. \| Thibaut Pinot \| Francja \| Groupama-FDJ \| + 40" \| \| 5. \| Fausto Masnada \| Włochy \| CCC Team \| + 40" \| \| 6. \| Nicolas Roche \| Irlandia \| Team Sunweb \| + 40" \| \| 7. \| Nicolas Edet \| Francja \| Cofidis \| + 40" \| \| 8. \| Sam Oomen \| Holandia \| Team Sunweb \| + 40" \| \| 9. \| Romain Bardet \| Francja \| AG2R La Mondiale \| + 40" \| \| 10. \| Laurens Huys \| Belgia \| Bingoal-Wallonie Bruxelles \| + 40" \| |                  |           |                            |            |
| |                  |           |                            |            |
| Źródło: ProCyclingStats |                  |           |                            |            |
| Klasyfikacja etapu |                  |           |                            |            |
| Kolarz | Kolarz           | Państwo   | Drużyna                    | Czas       |
| 1. | Nairo Quintana   | Kolumbia  | Arkéa-Samsic               | 4h 44' 17" |
| 2. | Simon Clarke     | Australia | EF Pro Cycling             | + 40"      |
| 3. | Lilian Calmejane | Francja   | Total Direct Énergie       | + 40"      |
| 4. | Thibaut Pinot    | Francja   | Groupama-FDJ               | + 40"      |
| 5. | Fausto Masnada   | Włochy    | CCC Team                   | + 40"      |
| 6. | Nicolas Roche    | Irlandia  | Team Sunweb                | + 40"      |
| 7. | Nicolas Edet     | Francja   | Cofidis                    | + 40"      |
| 8. | Sam Oomen        | Holandia  | Team Sunweb                | + 40"      |
| 9. | Romain Bardet    | Francja   | AG2R La Mondiale           | + 40"      |
| 10. | Laurens Huys     | Belgia    | Bingoal-Wallonie Bruxelles | + 40"      |

| \| Klasyfikacja generalna \| Klasyfikacja generalna \| Klasyfikacja generalna \| Klasyfikacja generalna \| Klasyfikacja generalna \| \| Kolarz \| Kolarz \| Państwo \| Drużyna \| Czas \| \| ---------------------- \| ---------------------- \| ---------------------- \| ---------------------- \| ---------------------- \| \| 1. \| Nairo Quintana \| Kolumbia \| Arkéa-Samsic \| 9h 38' 26" \| \| 2. \| Michael Storer \| Australia \| Team Sunweb \| + 38" \| \| 3. \| Simon Clarke \| Australia \| EF Pro Cycling \| + 40" \| \| 4. \| Thibaut Pinot \| Francja \| Groupama-FDJ \| + 40" \| \| 5. \| Lilian Calmejane \| Francja \| Total Direct Énergie \| + 40" \| \| 6. \| Fausto Masnada \| Włochy \| CCC Team \| + 40" \| \| 7. \| Romain Bardet \| Francja \| AG2R La Mondiale \| + 40" \| \| 8. \| Attila Valter \| Węgry \| CCC Team \| + 40" \| \| 9. \| Sam Oomen \| Holandia \| Team Sunweb \| + 40" \| \| 10. \| Nicolas Edet \| Francja \| Cofidis \| + 40" \| |                  |           |                      |            |
| |                  |           |                      |            |
| Źródło: ProCyclingStats |                  |           |                      |            |
| Klasyfikacja generalna |                  |           |                      |            |
| Kolarz | Kolarz           | Państwo   | Drużyna              | Czas       |
| 1. | Nairo Quintana   | Kolumbia  | Arkéa-Samsic         | 9h 38' 26" |
| 2. | Michael Storer   | Australia | Team Sunweb          | + 38"      |
| 3. | Simon Clarke     | Australia | EF Pro Cycling       | + 40"      |
| 4. | Thibaut Pinot    | Francja   | Groupama-FDJ         | + 40"      |
| 5. | Lilian Calmejane | Francja   | Total Direct Énergie | + 40"      |
| 6. | Fausto Masnada   | Włochy    | CCC Team             | + 40"      |
| 7. | Romain Bardet    | Francja   | AG2R La Mondiale     | + 40"      |
| 8. | Attila Valter    | Węgry     | CCC Team             | + 40"      |
| 9. | Sam Oomen        | Holandia  | Team Sunweb          | + 40"      |
| 10. | Nicolas Edet     | Francja   | Cofidis              | + 40"      |

### Etap 3
| La Londe-les-Maures - Tulon | pagórkowaty | (136 km) |

| \| Klasyfikacja etapu \| Klasyfikacja etapu \| Klasyfikacja etapu \| Klasyfikacja etapu \| Klasyfikacja etapu \| \| Kolarz \| Kolarz \| Państwo \| Drużyna \| Czas \| \| ------------------ \| --------------------------- \| ------------------ \| -------------------------------- \| ------------------ \| \| 1. \| Julien Bernard \| Francja \| Trek-Segafredo \| 3h 28' 51" \| \| 2. \| Nans Peters \| Francja \| AG2R La Mondiale \| + 3" \| \| 3. \| Lars van den Berg \| Holandia \| Équipe continentale Groupama-FDJ \| + 42" \| \| 4. \| Kenny Molly \| Belgia \| Bingoal-Wallonie Bruxelles \| + 1' 18" \| \| 5. \| Eddy Finé \| Francja \| Cofidis \| + 1' 34" \| \| 6. \| Reinardt Janse van Rensburg \| Południowa Afryka \| NTT Pro Cycling \| + 2' 10" \| \| 7. \| Nairo Quintana \| Kolumbia \| Arkéa-Samsic \| + 2' 15" \| \| 8. \| Romain Bardet \| Francja \| AG2R La Mondiale \| + 2' 15" \| \| 9. \| Richie Porte \| Australia \| Trek-Segafredo \| + 2' 15" \| \| 10. \| Tanel Kangert \| Estonia \| EF Pro Cycling \| + 2' 32" \| |                             |                   |                                  |            |
| |                             |                   |                                  |            |
| Źródło: ProCyclingStats |                             |                   |                                  |            |
| Klasyfikacja etapu |                             |                   |                                  |            |
| Kolarz | Kolarz                      | Państwo           | Drużyna                          | Czas       |
| 1. | Julien Bernard              | Francja           | Trek-Segafredo                   | 3h 28' 51" |
| 2. | Nans Peters                 | Francja           | AG2R La Mondiale                 | + 3"       |
| 3. | Lars van den Berg           | Holandia          | Équipe continentale Groupama-FDJ | + 42"      |
| 4. | Kenny Molly                 | Belgia            | Bingoal-Wallonie Bruxelles       | + 1' 18"   |
| 5. | Eddy Finé                   | Francja           | Cofidis                          | + 1' 34"   |
| 6. | Reinardt Janse van Rensburg | Południowa Afryka | NTT Pro Cycling                  | + 2' 10"   |
| 7. | Nairo Quintana              | Kolumbia          | Arkéa-Samsic                     | + 2' 15"   |
| 8. | Romain Bardet               | Francja           | AG2R La Mondiale                 | + 2' 15"   |
| 9. | Richie Porte                | Australia         | Trek-Segafredo                   | + 2' 15"   |
| 10. | Tanel Kangert               | Estonia           | EF Pro Cycling                   | + 2' 32"   |

## Klasyfikacje

### Klasyfikacja generalna
| \| Klasyfikacja generalna \| Klasyfikacja generalna \| Klasyfikacja generalna \| Klasyfikacja generalna \| Klasyfikacja generalna \| \| Kolarz \| Kolarz \| Państwo \| Drużyna \| Czas \| \| ---------------------- \| ---------------------- \| ---------------------- \| ------------------------ \| ---------------------- \| \| 1. \| Nairo Quintana \| Kolumbia \| Arkéa-Samsic \| 13h 09' 32" \| \| 2. \| Romain Bardet \| Francja \| AG2R La Mondiale \| + 40" \| \| 3. \| Richie Porte \| Australia \| Trek-Segafredo \| + 40" \| \| 4. \| Tanel Kangert \| Estonia \| EF Pro Cycling \| + 57" \| \| 5. \| Nicolas Edet \| Francja \| Cofidis \| + 59" \| \| 6. \| Thibaut Pinot \| Francja \| Groupama-FDJ \| + 1' 04" \| \| 7. \| Nicolas Roche \| Irlandia \| Team Sunweb \| + 1' 06" \| \| 8. \| Julien El Fares \| Francja \| Nippo-Delko One Provence \| + 1' 06" \| \| 9. \| Fausto Masnada \| Włochy \| CCC Team \| + 1' 10" \| \| 10. \| Attila Valter \| Węgry \| CCC Team \| + 1' 14" \| |                 |           |                          |             |
| |                 |           |                          |             |
| Źródło: ProCyclingStats |                 |           |                          |             |
| Klasyfikacja generalna |                 |           |                          |             |
| Kolarz | Kolarz          | Państwo   | Drużyna                  | Czas        |
| 1. | Nairo Quintana  | Kolumbia  | Arkéa-Samsic             | 13h 09' 32" |
| 2. | Romain Bardet   | Francja   | AG2R La Mondiale         | + 40"       |
| 3. | Richie Porte    | Australia | Trek-Segafredo           | + 40"       |
| 4. | Tanel Kangert   | Estonia   | EF Pro Cycling           | + 57"       |
| 5. | Nicolas Edet    | Francja   | Cofidis                  | + 59"       |
| 6. | Thibaut Pinot   | Francja   | Groupama-FDJ             | + 1' 04"    |
| 7. | Nicolas Roche   | Irlandia  | Team Sunweb              | + 1' 06"    |
| 8. | Julien El Fares | Francja   | Nippo-Delko One Provence | + 1' 06"    |
| 9. | Fausto Masnada  | Włochy    | CCC Team                 | + 1' 10"    |
| 10. | Attila Valter   | Węgry     | CCC Team                 | + 1' 14"    |

| Klasyfikacja punktowa | Klasyfikacja punktowa | Klasyfikacja punktowa | Klasyfikacja punktowa | Klasyfikacja punktowa |
| Kolarz                | Kolarz                | Państwo               | Drużyna               | Punkty                |
| --------------------- | --------------------- | --------------------- | --------------------- | --------------------- |
| 1.                    | Nairo Quintana        | Kolumbia              | Arkéa-Samsic          | 39 pkt                |
| 2.                    | Anthony Perez         | Francja               | Cofidis               | 37 pkt                |
| 3.                    | Thibaut Pinot         | Francja               | Groupama-FDJ          | 32 pkt                |
| 4.                    | Simon Clarke          | Australia             | EF Pro Cycling        | 30 pkt                |
| 5.                    | Anthony Turgis        | Francja               | Total Direct Énergie  | 30 pkt                |
| 6.                    | Julien Bernard        | Francja               | Trek-Segafredo        | 25 pkt                |
| 7.                    | Eddy Finé             | Francja               | Cofidis               | 24 pkt                |
| 8.                    | Lilian Calmejane      | Francja               | Total Direct Énergie  | 23 pkt                |
| 9.                    | Romain Bardet         | Francja               | AG2R La Mondiale      | 21 pkt                |
| 10.                   | Michael Storer        | Australia             | Team Sunweb           | 21 pkt                |

| Klasyfikacja punktowa | Klasyfikacja punktowa | Klasyfikacja punktowa | Klasyfikacja punktowa | Klasyfikacja punktowa |
| Kolarz                | Kolarz                | Państwo               | Drużyna               | Punkty                |
| --------------------- | --------------------- | --------------------- | --------------------- | --------------------- |
| 1.                    | Nairo Quintana        | Kolumbia              | Arkéa-Samsic          | 39 pkt                |
| 2.                    | Anthony Perez         | Francja               | Cofidis               | 37 pkt                |
| 3.                    | Thibaut Pinot         | Francja               | Groupama-FDJ          | 32 pkt                |
| 4.                    | Simon Clarke          | Australia             | EF Pro Cycling        | 30 pkt                |
| 5.                    | Anthony Turgis        | Francja               | Total Direct Énergie  | 30 pkt                |
| 6.                    | Julien Bernard        | Francja               | Trek-Segafredo        | 25 pkt                |
| 7.                    | Eddy Finé             | Francja               | Cofidis               | 24 pkt                |
| 8.                    | Lilian Calmejane      | Francja               | Total Direct Énergie  | 23 pkt                |
| 9.                    | Romain Bardet         | Francja               | AG2R La Mondiale      | 21 pkt                |
| 10.                   | Michael Storer        | Australia             | Team Sunweb           | 21 pkt                |

| Klasyfikacja górska | Klasyfikacja górska | Klasyfikacja górska | Klasyfikacja górska        | Klasyfikacja górska |
| Kolarz              | Kolarz              | Państwo             | Drużyna                    | Punkty              |
| ------------------- | ------------------- | ------------------- | -------------------------- | ------------------- |
| 1.                  | Julien Bernard      | Francja             | Trek-Segafredo             | 16 pkt              |
| 2.                  | Damian Lüscher      | Szwajcaria          | Swiss Racing Academy       | 14 pkt              |
| 3.                  | Mathijs Paasschens  | Holandia            | Bingoal-Wallonie Bruxelles | 14 pkt              |
| 4.                  | Anthony Turgis      | Francja             | Total Direct Énergie       | 12 pkt              |
| 5.                  | Nans Peters         | Francja             | AG2R La Mondiale           | 12 pkt              |
| 6.                  | Nigel Ellsay        | Kanada              | Rally Cycling              | 8 pkt               |
| 7.                  | Léo Vincent         | Francja             | Groupama-FDJ               | 6 pkt               |
| 8.                  | Michael Gogl        | Austria             | NTT Pro Cycling            | 6 pkt               |
| 9.                  | Alessandro Fedeli   | Włochy              | Nippo-Delko One Provence   | 6 pkt               |
| 10.                 | Kenny Molly         | Belgia              | Bingoal-Wallonie Bruxelles | 4 pkt               |

| Klasyfikacja górska | Klasyfikacja górska | Klasyfikacja górska | Klasyfikacja górska        | Klasyfikacja górska |
| Kolarz              | Kolarz              | Państwo             | Drużyna                    | Punkty              |
| ------------------- | ------------------- | ------------------- | -------------------------- | ------------------- |
| 1.                  | Julien Bernard      | Francja             | Trek-Segafredo             | 16 pkt              |
| 2.                  | Damian Lüscher      | Szwajcaria          | Swiss Racing Academy       | 14 pkt              |
| 3.                  | Mathijs Paasschens  | Holandia            | Bingoal-Wallonie Bruxelles | 14 pkt              |
| 4.                  | Anthony Turgis      | Francja             | Total Direct Énergie       | 12 pkt              |
| 5.                  | Nans Peters         | Francja             | AG2R La Mondiale           | 12 pkt              |
| 6.                  | Nigel Ellsay        | Kanada              | Rally Cycling              | 8 pkt               |
| 7.                  | Léo Vincent         | Francja             | Groupama-FDJ               | 6 pkt               |
| 8.                  | Michael Gogl        | Austria             | NTT Pro Cycling            | 6 pkt               |
| 9.                  | Alessandro Fedeli   | Włochy              | Nippo-Delko One Provence   | 6 pkt               |
| 10.                 | Kenny Molly         | Belgia              | Bingoal-Wallonie Bruxelles | 4 pkt               |

| Klasyfikacja młodzieżowa | Klasyfikacja młodzieżowa | Klasyfikacja młodzieżowa | Klasyfikacja młodzieżowa   | Klasyfikacja młodzieżowa |
| Kolarz                   | Kolarz                   | Państwo                  | Drużyna                    | Czas                     |
| ------------------------ | ------------------------ | ------------------------ | -------------------------- | ------------------------ |
| 1.                       | Attila Valter            | Węgry                    | CCC Team                   | 13h 10' 46"              |
| 2.                       | Michael Storer           | Australia                | Team Sunweb                | + 11"                    |
| 3.                       | Laurens Huys             | Belgia                   | Bingoal-Wallonie Bruxelles | + 5' 38"                 |
| 4.                       | Dorian Godon             | Francja                  | AG2R La Mondiale           | + 9' 03"                 |
| 5.                       | Georg Zimmermann         | Niemcy                   | CCC Team                   | + 11' 29"                |
| 6.                       | Mark Donovan             | Wielka Brytania          | Team Sunweb                | + 11' 32"                |
| 7.                       | Kenny Molly              | Belgia                   | Bingoal-Wallonie Bruxelles | + 12' 20"                |
| 8.                       | Eddy Finé                | Francja                  | Cofidis                    | + 12' 36"                |
| 9.                       | Luis Villalobos          | Meksyk                   | EF Pro Cycling             | + 14' 20"                |
| 10.                      | William Barta            | Stany Zjednoczone        | CCC Team                   | + 14' 20"                |

| Klasyfikacja młodzieżowa | Klasyfikacja młodzieżowa | Klasyfikacja młodzieżowa | Klasyfikacja młodzieżowa   | Klasyfikacja młodzieżowa |
| Kolarz                   | Kolarz                   | Państwo                  | Drużyna                    | Czas                     |
| ------------------------ | ------------------------ | ------------------------ | -------------------------- | ------------------------ |
| 1.                       | Attila Valter            | Węgry                    | CCC Team                   | 13h 10' 46"              |
| 2.                       | Michael Storer           | Australia                | Team Sunweb                | + 11"                    |
| 3.                       | Laurens Huys             | Belgia                   | Bingoal-Wallonie Bruxelles | + 5' 38"                 |
| 4.                       | Dorian Godon             | Francja                  | AG2R La Mondiale           | + 9' 03"                 |
| 5.                       | Georg Zimmermann         | Niemcy                   | CCC Team                   | + 11' 29"                |
| 6.                       | Mark Donovan             | Wielka Brytania          | Team Sunweb                | + 11' 32"                |
| 7.                       | Kenny Molly              | Belgia                   | Bingoal-Wallonie Bruxelles | + 12' 20"                |
| 8.                       | Eddy Finé                | Francja                  | Cofidis                    | + 12' 36"                |
| 9.                       | Luis Villalobos          | Meksyk                   | EF Pro Cycling             | + 14' 20"                |
| 10.                      | William Barta            | Stany Zjednoczone        | CCC Team                   | + 14' 20"                |

| Klasyfikacja drużynowa | Klasyfikacja drużynowa     | Klasyfikacja drużynowa | Klasyfikacja drużynowa |
| Drużyna                | Drużyna                    | Państwo                | Czas                   |
| ---------------------- | -------------------------- | ---------------------- | ---------------------- |
| 1.                     | Trek-Segafredo             | Stany Zjednoczone      | 39h 29' 59"            |
| 2.                     | Groupama-FDJ               | Francja                | + 1' 32"               |
| 3.                     | Team Sunweb                | Niemcy                 | + 3' 13"               |
| 4.                     | CCC Team                   | Polska                 | + 4' 06"               |
| 5.                     | AG2R La Mondiale           | Francja                | + 4' 28"               |
| 6.                     | Arkéa-Samsic               | Francja                | + 7' 15"               |
| 7.                     | EF Pro Cycling             | Stany Zjednoczone      | + 10' 47"              |
| 8.                     | NTT Pro Cycling            | Południowa Afryka      | + 11' 00"              |
| 9.                     | Nippo Delko One Provence   | Francja                | + 16' 56"              |
| 10.                    | Bingoal-Wallonie Bruxelles | Belgia                 | + 21' 00"              |

| Klasyfikacja drużynowa | Klasyfikacja drużynowa     | Klasyfikacja drużynowa | Klasyfikacja drużynowa |
| Drużyna                | Drużyna                    | Państwo                | Czas                   |
| ---------------------- | -------------------------- | ---------------------- | ---------------------- |
| 1.                     | Trek-Segafredo             | Stany Zjednoczone      | 39h 29' 59"            |
| 2.                     | Groupama-FDJ               | Francja                | + 1' 32"               |
| 3.                     | Team Sunweb                | Niemcy                 | + 3' 13"               |
| 4.                     | CCC Team                   | Polska                 | + 4' 06"               |
| 5.                     | AG2R La Mondiale           | Francja                | + 4' 28"               |
| 6.                     | Arkéa-Samsic               | Francja                | + 7' 15"               |
| 7.                     | EF Pro Cycling             | Stany Zjednoczone      | + 10' 47"              |
| 8.                     | NTT Pro Cycling            | Południowa Afryka      | + 11' 00"              |
| 9.                     | Nippo Delko One Provence   | Francja                | + 16' 56"              |
| 10.                    | Bingoal-Wallonie Bruxelles | Belgia                 | + 21' 00"              |

### Liderzy klasyfikacji
| Etap   |             | Pierwsze miejsce _ | Klasyfikacja generalna | Punktowa       | Górska         | Młodzieżowa    | Drużynowa      |
| ------ | ----------- | ------------------ | ---------------------- | -------------- | -------------- | -------------- | -------------- |
| 1      | pagórkowaty | Anthony Perez      | Anthony Perez          | Anthony Perez  | Anthony Turgis | Michael Storer | Team Sunweb    |
| 2      | górzysty    | Nairo Quintana     | Nairo Quintana         | Anthony Perez  | Damian Lüscher | Michael Storer | Team Sunweb    |
| 3      | pagórkowaty | Julien Bernard     | Nairo Quintana         | Nairo Quintana | Julien Bernard | Attila Valter  | Trek-Segafredo |
| Koniec | Koniec      |                    | Nairo Quintana         | Nairo Quintana | Julien Bernard | Attila Valter  | Trek-Segafredo |